# Walter Sidney Abbott
Walter Sidney Abbott (21 de mayo de 1879 - 27 de octubre de 1942) fue un entomólogo estadounidense que trabajó en la Oficina de Entomología de Virginia y es mejor conocido por la Fórmula de Abbott para calcular la eficiencia de los insecticidas con una corrección que involucra muertes naturales.
Abbott nació en Mánchester, New Hampshire, y se graduó en la Universidad de New Hampshire en 1910, tras lo cual trabajó en la Estación Experimental Agrícola de Nueva Jersey. Se incorporó a la Oficina de Entomología en 1912 con la tarea de hacer cumplir la Ley de Insecticidas de 1910. Trabajó hasta su jubilación en 1938. Participó en la fundación de la Sociedad de Insecticidas de Washington en 1934 y el Instituto de Artes y Ciencias de Manchester. Su contribución más significativa fue la llamada Fórmula de Abbott que publicó en 1925 para calcular la eficiencia de los insecticidas, que resta las muertes naturales de los insectos utilizando los resultados de una parcela de control.
La corrección de Abbott en su forma básica es:
{\displaystyle {\text{mortalidad}}\%=\left(1-{\frac {P_{t}}{P_{c}}}\right)*100}
donde Pc es la proporción (o números) de individuos vivos en el control; Pt es la proporción (o número) de individuos vivos en el tratamiento (los cuales comienzan inicialmente con el mismo número o densidad de organismos de prueba).